# SEAT León
SEAT León – samochód osobowy klasy kompaktowej produkowany pod hiszpańską marką SEAT od 1999 roku. Od 2020 roku produkowana jest czwarta generacja pojazdu.

## Pierwsza generacja

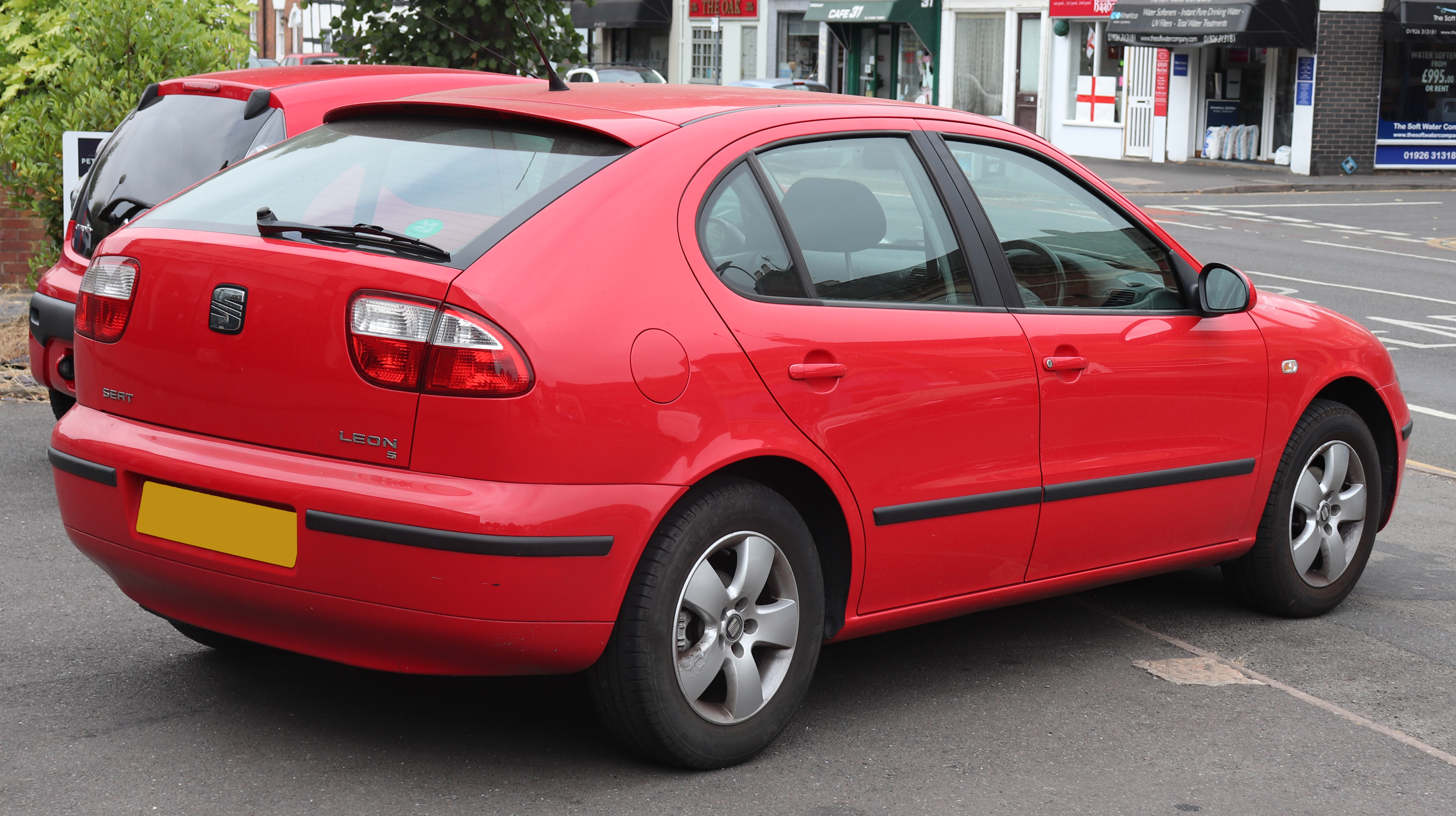
SEAT León I – tył

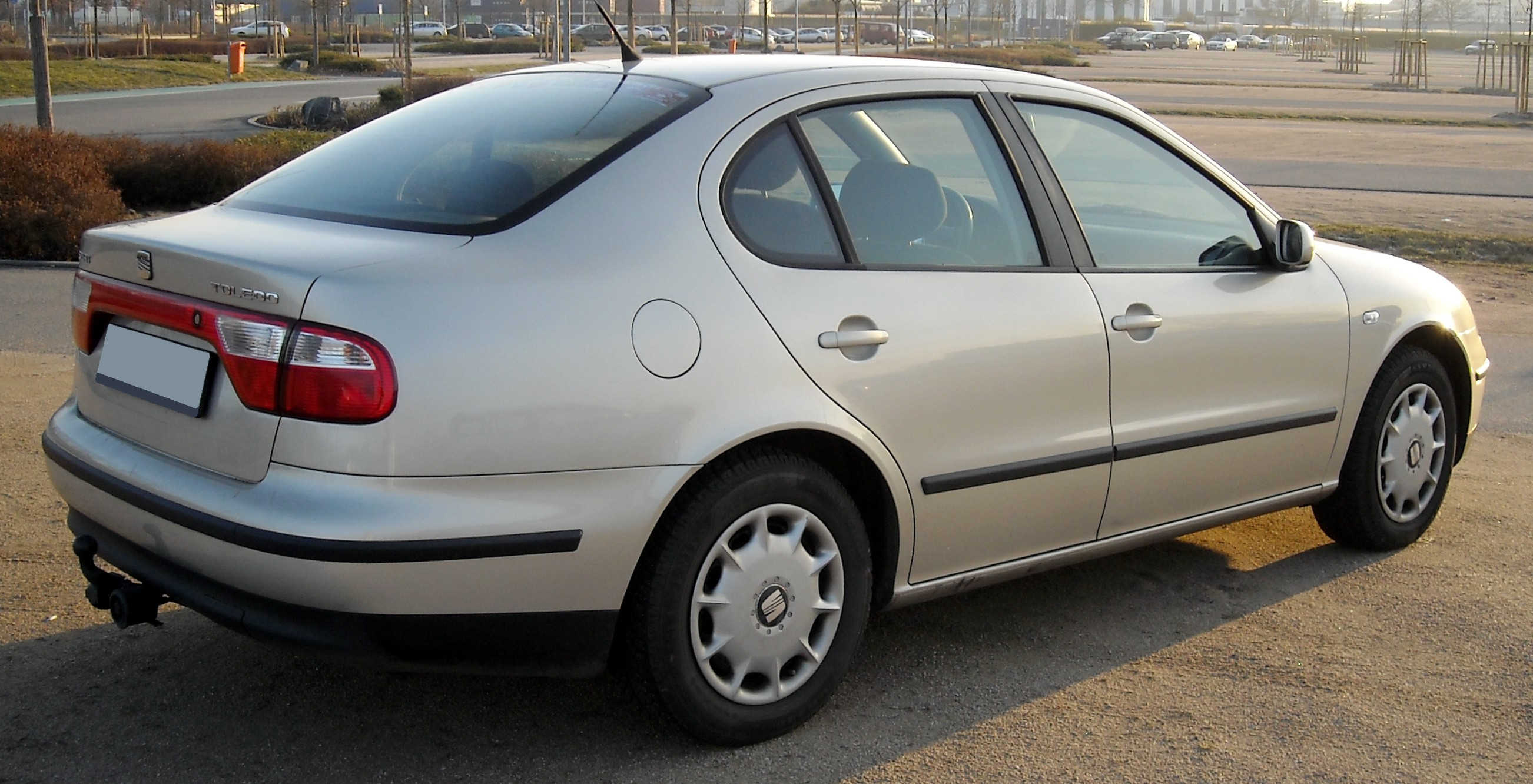
SEAT Toledo

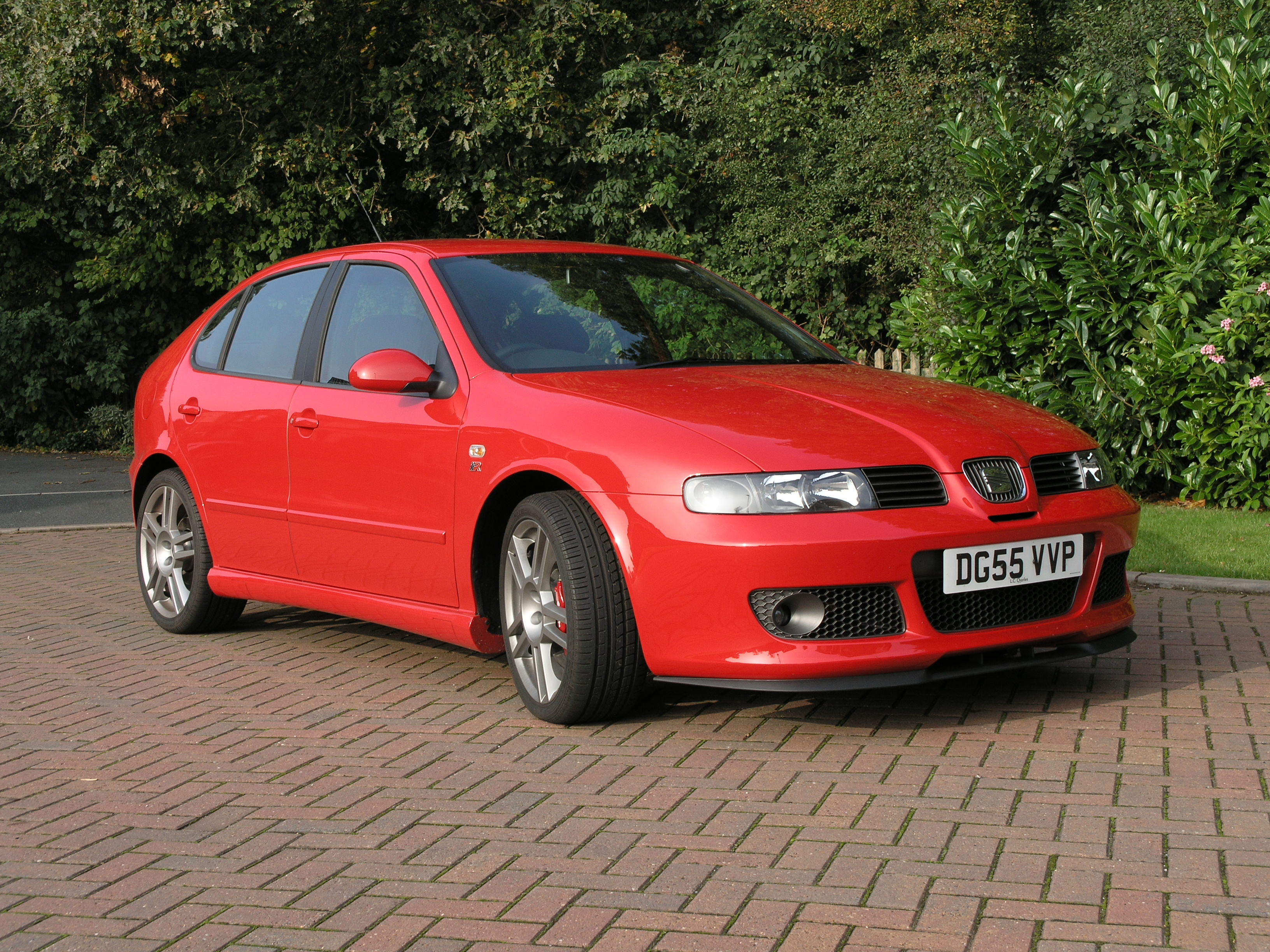
SEAT León I Cupra

SEAT León I został po raz pierwszy oficjalnie zaprezentowany w listopadzie 1998 roku. 
Samochód został zbudowany na bazie płyty podłogowej na której zbudowane zostało Audi A3 oraz Volkswagen Golf IV. Szczególne podobieństwa widoczne były w środku - większość elementów deski rozdzielczej przejęto całkowicie z pierwszej generacji Audi A3. León to pierwszy klasyczny kompaktowy hatchback przedstawiony przez SEAT-a za czasów przynależenia do Volkswagena. Samochód powstał jako konkurent takich modeli, jak Renault Megane czy Fiat Brava.
W 2000 roku do oferty jednostek napędowych wprowadzono najmocniejszy silnik VR6 o pojemności 2.8 l i mocy 204 KM, a w 2002 roku do gamy wersji wyposażeniowych dołączyła najbardziej sportowa odmiana – Cupra R napędzana silnikiem o pojemności 1.8 l i mocy 210 lub 225 KM. Był to pierwszy sportowy samochód hiszpańskiej marki, jaki przedstawiła.
SEAT León pierwszej generacji oferowany był de facto w dwóch wersjach nadwoziowych - odmiana sedan zyskała jednak inną, odrębną nazwę jako drugie wcielenie SEATa Toledo.

### Wersje wyposażeniowe[2]
- Stella – wersja podstawowa w wyposażeniu standardowym znajdują się m.in. 2 poduszki powietrzne oraz system ABS.
- Signo – jest to druga wersja wyposażona Stella. Tym razem wyposażona jest w cztery elektrycznie sterowane szyby.
- Sport – kubełkowe fotele oraz alufelgi i sportowe zawieszenie.
- Top Sport
- FR
- Cupra
- Cupra R

Samochód wyposażyć można było także m.in. w klimatyzację automatyczną oraz skórzaną tapicerkę. 

### Silniki[2]
| Silnik                 | Pojemność skokowa [cm³] | Typ silnika        | Moc maksymalna [KM] przy obr./min | Maks. moment obrotowy [Nm] przy obr./min | Przyspieszenie 0-100 km/h [s] | Prędkość maks. [km/h] | Produkcja (lata)   |                    |                    |                    |
| Silniki benzynowe:     | Silniki benzynowe:      | Silniki benzynowe: | Silniki benzynowe:                | Silniki benzynowe:                       | Silniki benzynowe:            | Silniki benzynowe:    | Silniki benzynowe: | Silniki benzynowe: | Silniki benzynowe: | Silniki benzynowe: |
| ---------------------- | ----------------------- | ------------------ | --------------------------------- | ---------------------------------------- | ----------------------------- | --------------------- | ------------------ | ------------------ | ------------------ | ------------------ |
| 1.4 16V                | 1390                    | R4                 | 75/b.d.                           | 128                                      | 14,6                          | 170                   | 1999–2005          |                    |                    |                    |
| 1.6 SR                 | 1595                    | R4                 | 101/b.d.                          | 145                                      | 11,3                          | 188                   | 1999–2000          |                    |                    |                    |
| 1.6 Last Edition (MPI) | 1595                    | R4                 | 102/b.d.                          | 148                                      | 11,0                          | 189                   | 2005–2006          |                    |                    |                    |
| 1.6 16V                | 1598                    | R4                 | 105/b.d.                          | 148                                      | 10,9                          | 192                   | 2000–2005          |                    |                    |                    |
| 1.8 20V                | 1781                    | R4                 | 125/b.d.                          | 170                                      | 10,3                          | 200                   | 1999–2005          |                    |                    |                    |
| 1.8T 20V               | 1781                    | R4                 | 180/b.d.                          | 235                                      | 7,7                           | 229                   | 1999–2005          |                    |                    |                    |
| 1.8T Cupra R           | 1781                    | R4                 | 210/b.d.                          | 270                                      | 7,2                           | 237                   | 2002–2003          |                    |                    |                    |
| 1.8T Cupra R           | 1781                    | R4                 | 225/b.d.                          | 280                                      | 6,9                           | 242                   | 2003–2005          |                    |                    |                    |
| 2.8 VR6                | 2791                    | VR6                | 204/b.d.                          | 270                                      | 7,2                           | 235                   | 2000–2004          |                    |                    |                    |
| Silniki wysokoprężne:  |                         |                    |                                   |                                          |                               |                       |                    |                    |                    |                    |
| 1.9 SDI                | 1896                    | R4                 | 68/b.d.                           | 133                                      | 17,5                          | 160                   | 1999–2003          |                    |                    |                    |
| 1.9 TDI                | 1896                    | R4                 | 90/b.d.                           | 210                                      | 12,7                          | 180                   | 1999–2005          |                    |                    |                    |
| 1.9 TDI Last Edition   | 1896                    | R4                 | 101/b.d.                          | 240                                      | 12,1                          | 188                   | 2005–2006          |                    |                    |                    |
| 1.9 TDI                | 1896                    | R4                 | 110/b.d.                          | 235                                      | 10,7                          | 193                   | 1999–2005          |                    |                    |                    |
| 1.9 TDI                | 1896                    | R4                 | 130/b.d.                          | 310                                      | 9,5                           | 205                   | 2003–2005          |                    |                    |                    |
| 1.9 TDI                | 1896                    | R4                 | 150/b.d.                          | 320                                      | 8,5                           | 215                   | 2000–2005          |                    |                    |                    |

## Druga generacja

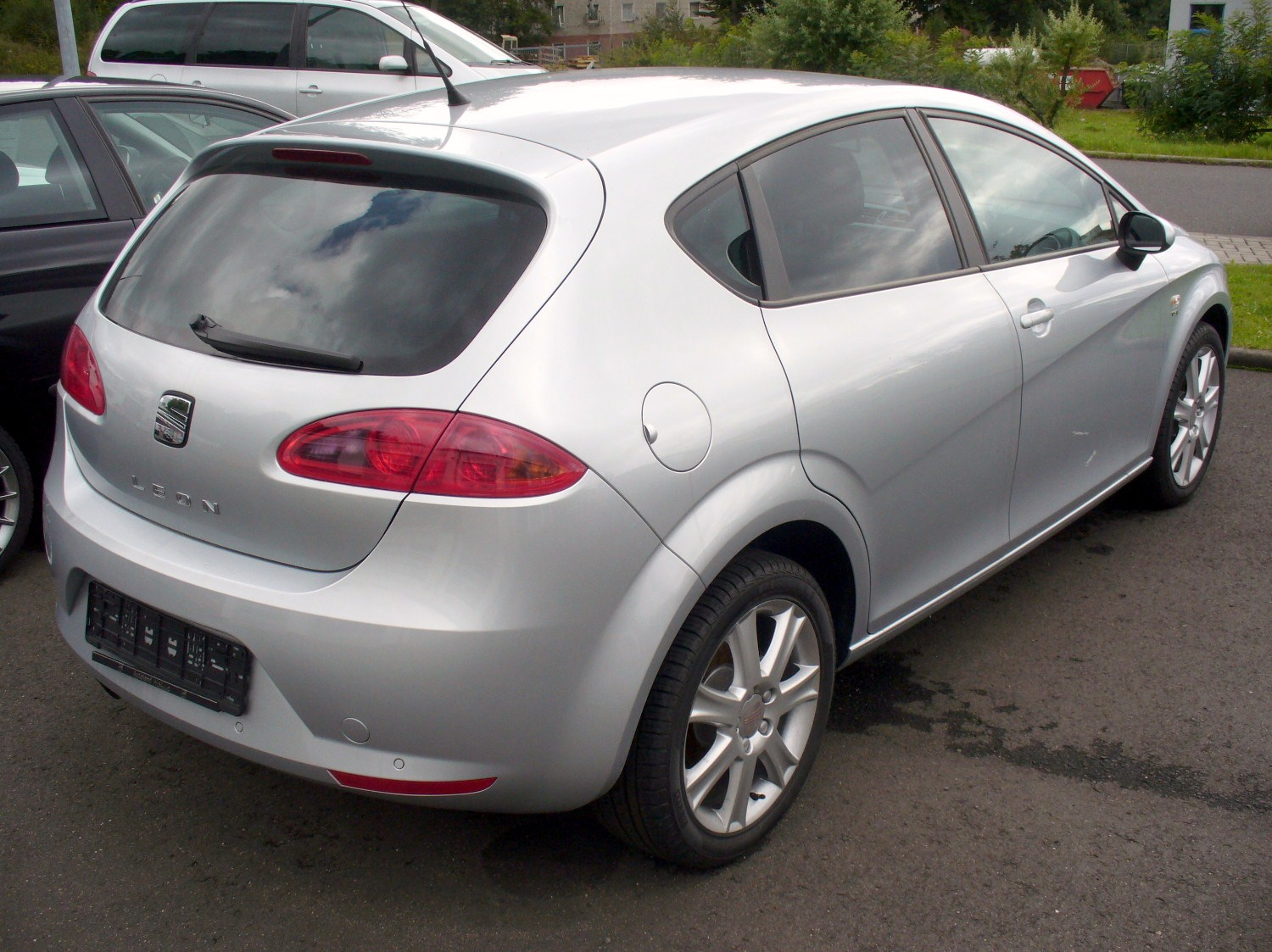
SEAT León II - tył przed liftingiem

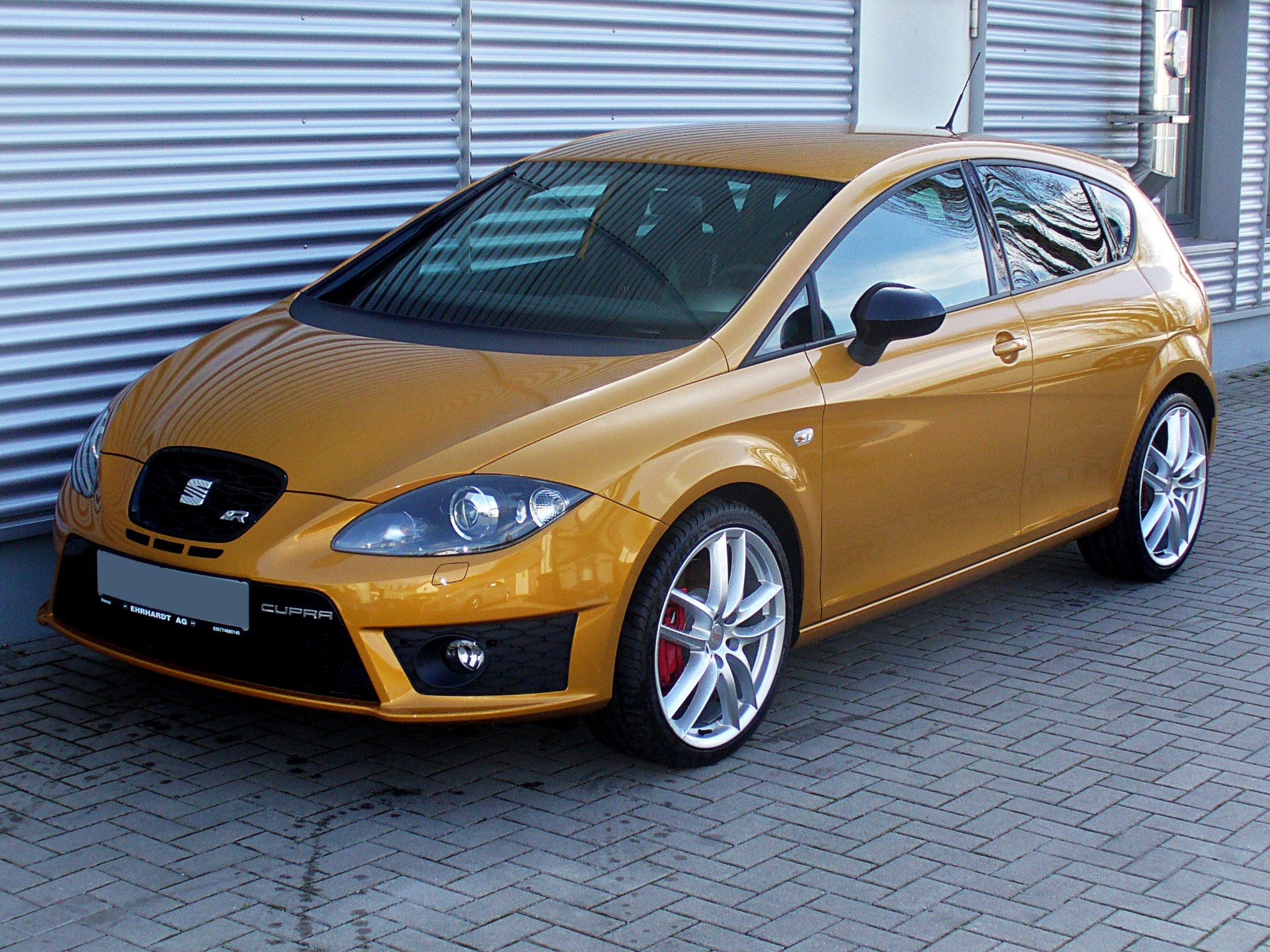
SEAT León II Cupra po liftingu

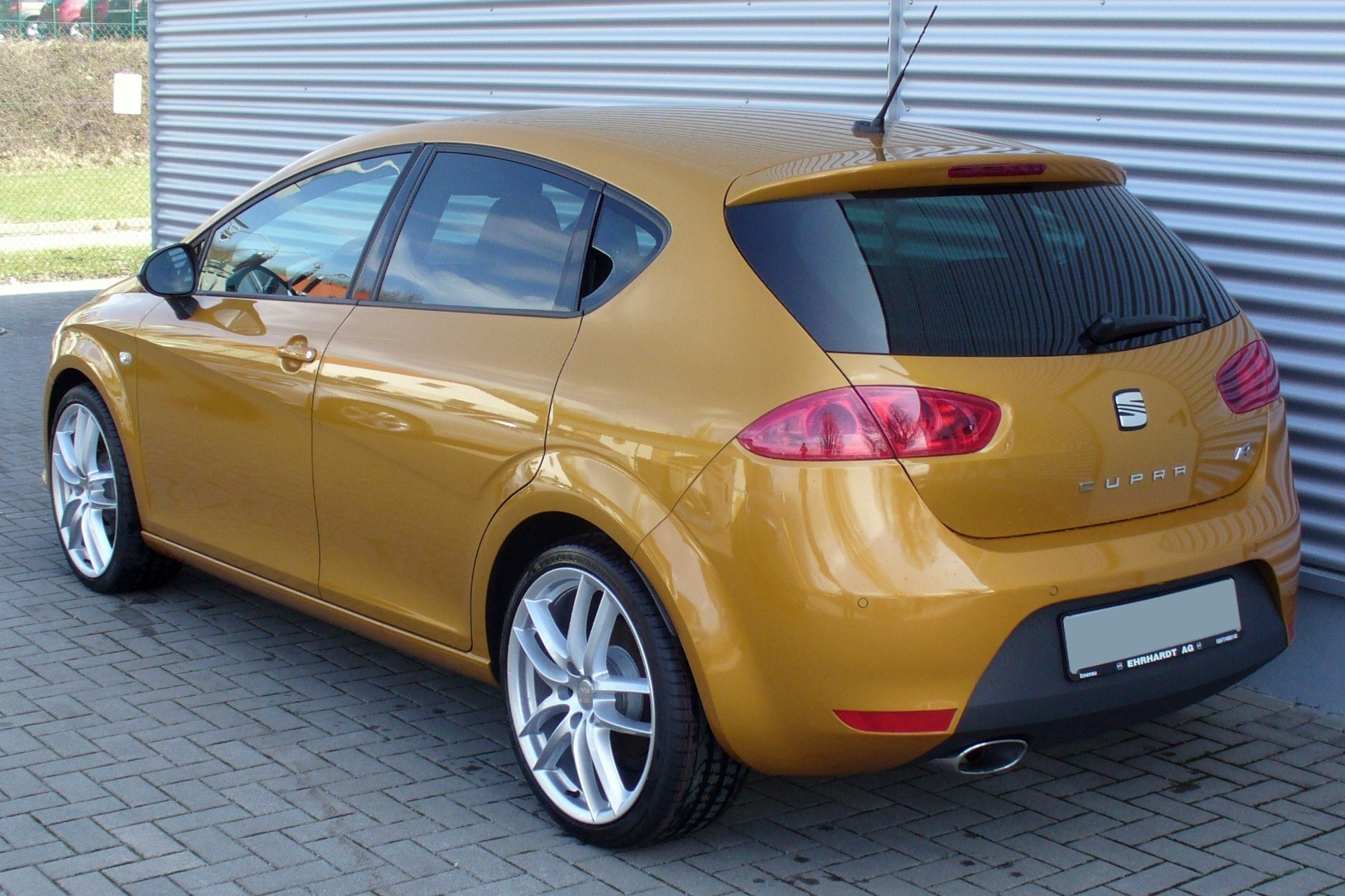
SEAT León II Cupra - tył po liftingu

SEAT León II został po raz pierwszy zaprezentowany podczas targów motoryzacyjnych w Genewie w marcu 2005 roku.
Pojazd został zbudowany na bazie płyty podłogowej wykorzystanej do produkcji m.in. Audi A3, Škody Octavia oraz Volkswagen Golfa V. Samochód został zaprojektowany przez włoskiego projektanta samochodowego Walter'a de Silvę. Był to trzeci, po kompaktowych minivanach SEAT Altea i Toledo III, który utrzymano w nowej estetyce marki. Podobnie jak pozostałe modele, wyróżniała się owalnymi reflektorami, krągłymi tylnymi lampami, wyrazistymi przetłoczeniami na linii bocznej i okrągłej atrapie chłodnicy. W przeciwieństwie do poprzednika, Toledo nie było już wersją sedan Leóna, lecz minivanem opartym na modelu Altea.
W marcu 2009 roku auto przeszło delikatny face lifting. Przeprojektowane zostały m.in. zderzaki, atrapa chłodnicy oraz reflektory. Zmieniono także kształt tylnych lamp, na których pojawiło się charakterystyczne ścięcie nawiązujące do dopiero zaprezentowanej wówczas czwartej generacji Ibizy. Przy okazji liftingu przeprojektowano konsolę środkową pojazdu oraz zmieniono kierownicę.

### Wersje wyposażeniowe
- Audience
- Copa
- Stylance
- Reference
- Style
- Sport
- R Edition
- FR
- Cupra
- Cupra R
- Cupra 310 Limited Edition
- Linea R

Samochód może być wyposażony m.in. w elektryczne sterowanie szyb, elektryczne sterowanie lusterek, wielofunkcyjną kierownicę, system ABS, klimatyzację, komputer pokładowy, radioodtwarzacz, reflektory ksenonowe, alufelgi, czujniki parkowania oraz szyberdach.

### Silniki
| Silnik                             | Pojemność skokowa [cm³] | Typ silnika        | Układ rozrządu            | Moc maksymalna [KM] ([kW]) przy obr./min | Maks. moment obrotowy [Nm] przy obr./min |                    |                    |                    |                    |
| Silniki benzynowe:                 | Silniki benzynowe:      | Silniki benzynowe: | Silniki benzynowe:        | Silniki benzynowe:                       | Silniki benzynowe:                       | Silniki benzynowe: | Silniki benzynowe: | Silniki benzynowe: | Silniki benzynowe: |
| ---------------------------------- | ----------------------- | ------------------ | ------------------------- | ---------------------------------------- | ---------------------------------------- | ------------------ | ------------------ | ------------------ | ------------------ |
| 1.2 8V TSI                         | 1197                    | R4                 | 8V SOHC                   | 105 (77)/5000                            | 175/1550-5100                            |                    |                    |                    |                    |
| 1.4                                | 1390                    | R4                 | 16V DOHC                  | 86 (63)/5000                             | 130/3600                                 |                    |                    |                    |                    |
| 1.4 TSI                            | 1390                    | R4                 | 16V DOHC                  | 125 (92)/5600                            | 200/1500-4000                            |                    |                    |                    |                    |
| 1.6                                | 1595                    | R4                 | 8V SOHC                   | 102 (75)/5600                            | 148/3800                                 |                    |                    |                    |                    |
| 1.8 TSI                            | 1798                    | R4                 | 16V DOHC                  | 160 (118)/4500-6200                      | 250/1500-4500                            |                    |                    |                    |                    |
| 2.0 FSI                            | 1984                    | R4                 | 16V DOHC                  | 150 (110)/6000                           | 200/3500                                 |                    |                    |                    |                    |
| 2.0 TFSI                           | 1984                    | R4                 | 16V DOHC                  | 185 (136)/5100-6000                      | 270/1800-5000                            |                    |                    |                    |                    |
| 2.0 TFSI FR                        | 1984                    | R4                 | 16V DOHC                  | 200(EA113) (147)/5100-6000               | 280/1800-5000                            |                    |                    |                    |                    |
| 2.0 TSI FR                         | 1984                    | R4                 | 16V DOHC                  | 211 (155)/5300-6200                      | 280/1700-5200                            |                    |                    |                    |                    |
| 2.0 TFSI Cupra                     | 1984                    | R4                 | 16V DOHC                  | 241 (177)/5700-6300                      | 320/2200-5000                            |                    |                    |                    |                    |
| 2.0 TFSI Cupra R                   | 1984                    | R4                 | 16V DOHC                  | 265 (195)/6000                           | 350/2500-5000                            |                    |                    |                    |                    |
| 2.0 TFSI Copa                      | 1984                    | R4                 | 16V DOHC                  | 286 (210)/6000                           | 360/2500                                 |                    |                    |                    |                    |
| 2.0 TFSI Cupra 310 Limited Edition | 1984                    | R4                 | 16V DOHC                  | 310 (228)/6000                           | 425/3000-5000                            |                    |                    |                    |                    |
| Silnik benzynowy zasilany LPG:     |                         |                    |                           |                                          |                                          |                    |                    |                    |                    |
| 1.6                                | 1595                    | R4                 | 8V SOHC                   | 102 (75)/5600                            | 148/3800                                 |                    |                    |                    |                    |
| Silniki wysokoprężne:              |                         |                    |                           |                                          |                                          |                    |                    |                    |                    |
| 1.6 TDI DPF                        | 1598                    | R4                 | 16V DOHC CR               | 105 (77)/4400                            | 250/1500-2000                            |                    |                    |                    |                    |
| 1.9 TDI                            | 1896                    | R4                 | 8V SOHC Pompowtryskiwacz  | 90 (66)/4000                             | 210/1800-2500                            |                    |                    |                    |                    |
| 1.9 TDI                            | 1896                    | R4                 | 8V SOHC Pompowtryskiwacz  | 105 (77)/4000                            | 250/1900                                 |                    |                    |                    |                    |
| 2.0 TDI                            | 1968                    | R4                 | 16V DOHC Pompowtryskiwacz | 136 (100)/4000                           | 320/1750-2500                            |                    |                    |                    |                    |
| 2.0 TDI                            | 1968                    | R4                 | 16V DOHC Pompowtryskiwacz | 140 (103)/4000                           | 320/1750-2500                            |                    |                    |                    |                    |
| 2.0 TDI DPF                        | 1968                    | R4                 | 8V SOHC Pompowtryskiwacz  | 140 (103)/4000                           | 320/1750-2500                            |                    |                    |                    |                    |
| 2.0 TDI DPF                        | 1968                    | R4                 | 16V DOHC CR               | 140 (103)/4200                           | 320/1750-2500                            |                    |                    |                    |                    |
| 2.0 TDI DPF FR                     | 1968                    | R4                 | 16V DOHC Pompowtryskiwacz | 170 (125)/4200                           | 350/1750-2500                            |                    |                    |                    |                    |
| 2.0 TDI DPF FR                     | 1968                    | R4                 | 16V DOHC CR               | 170 (125)/4200                           | 350/1750-2500                            |                    |                    |                    |                    |

## Trzecia generacja

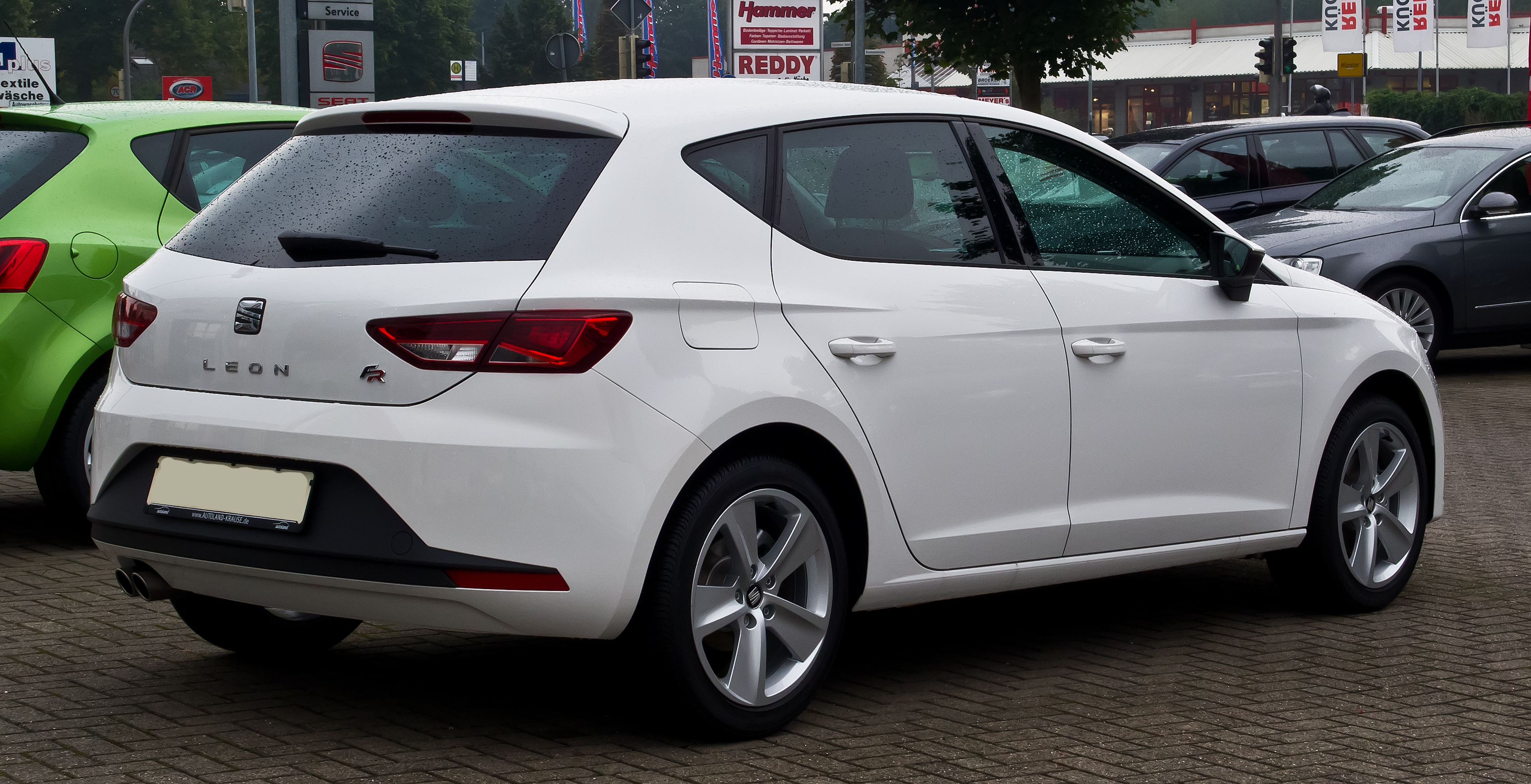
SEAT León III - tył

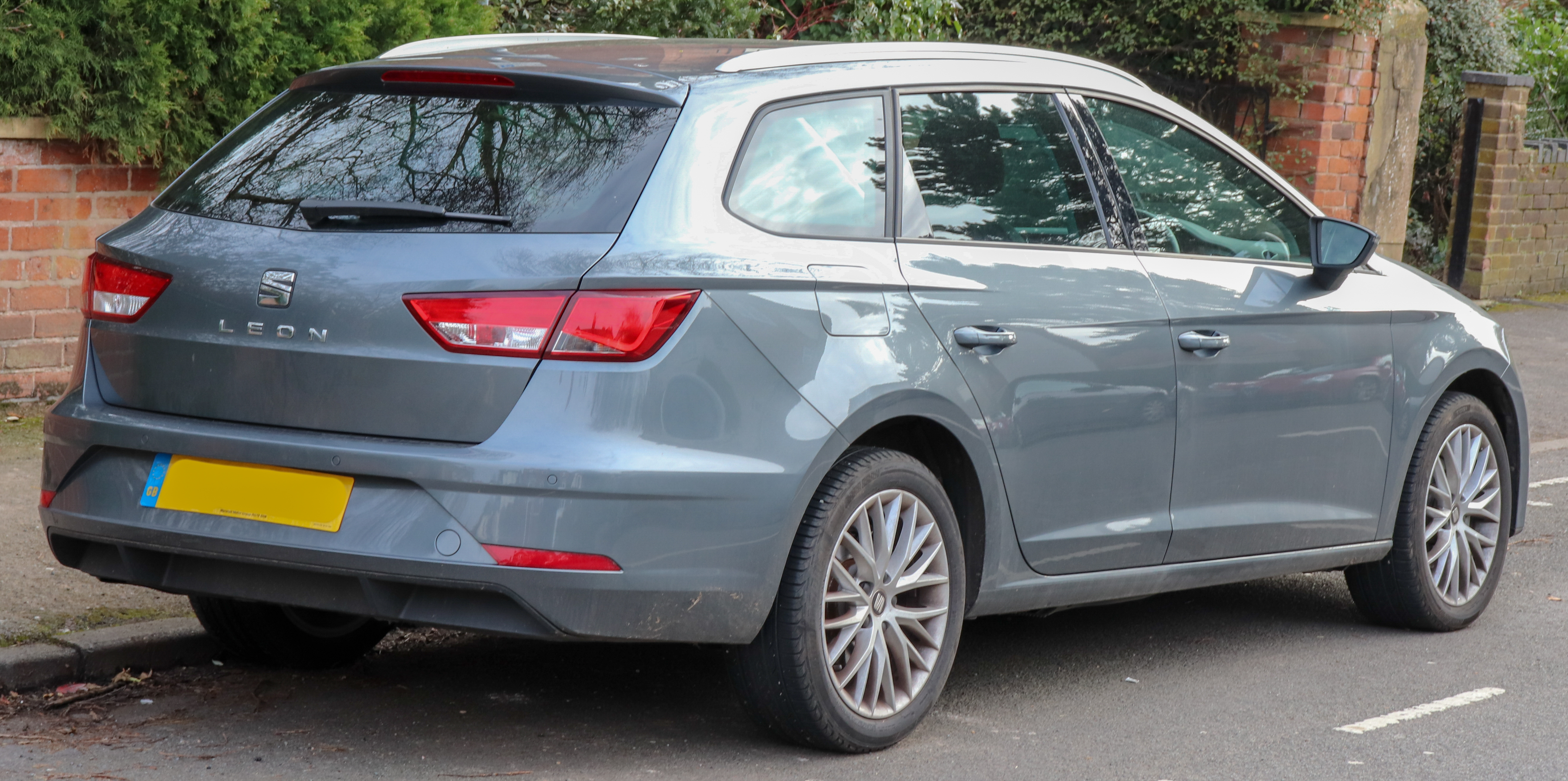
SEAT León III ST

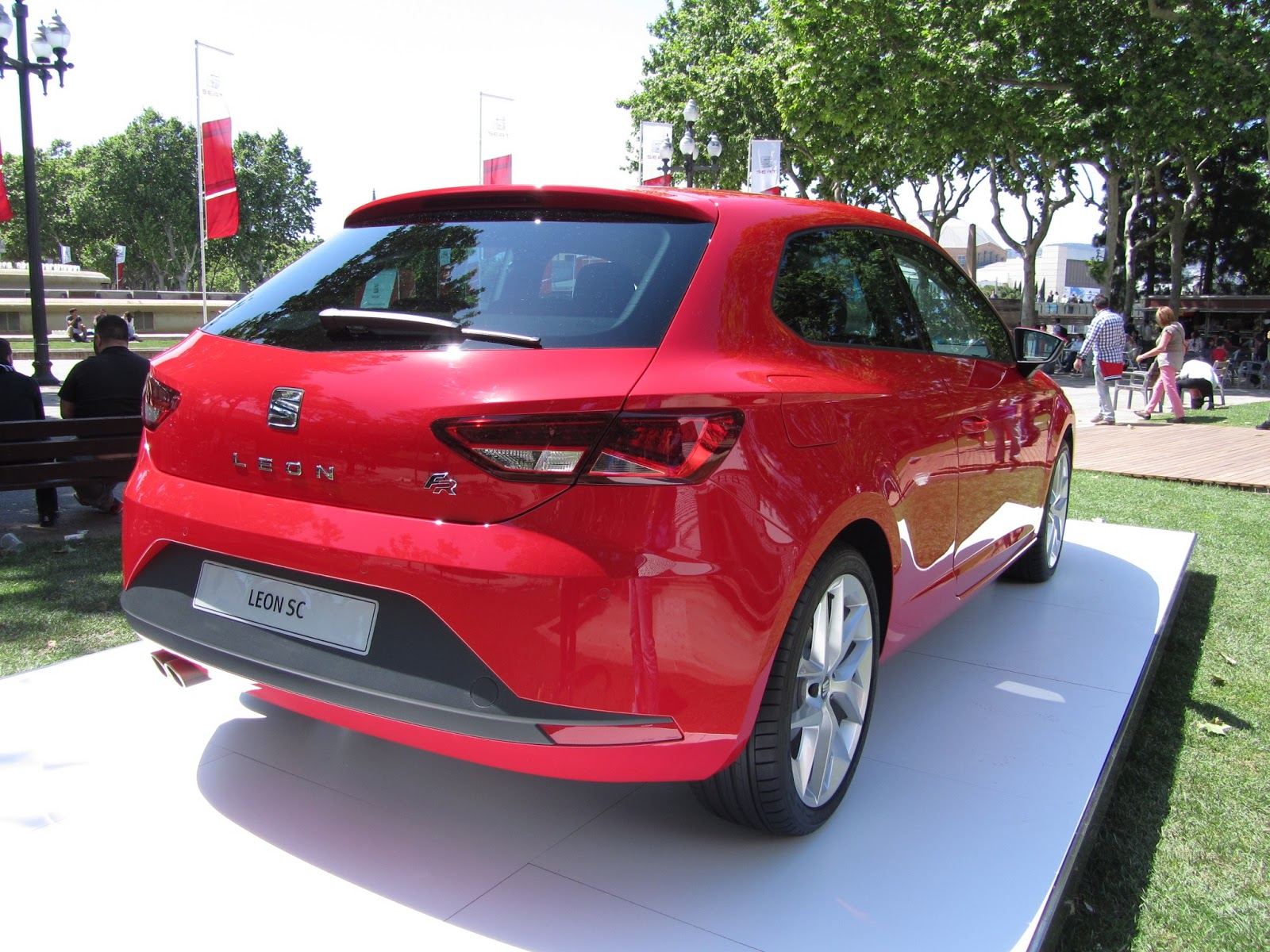
SEAT León III SC

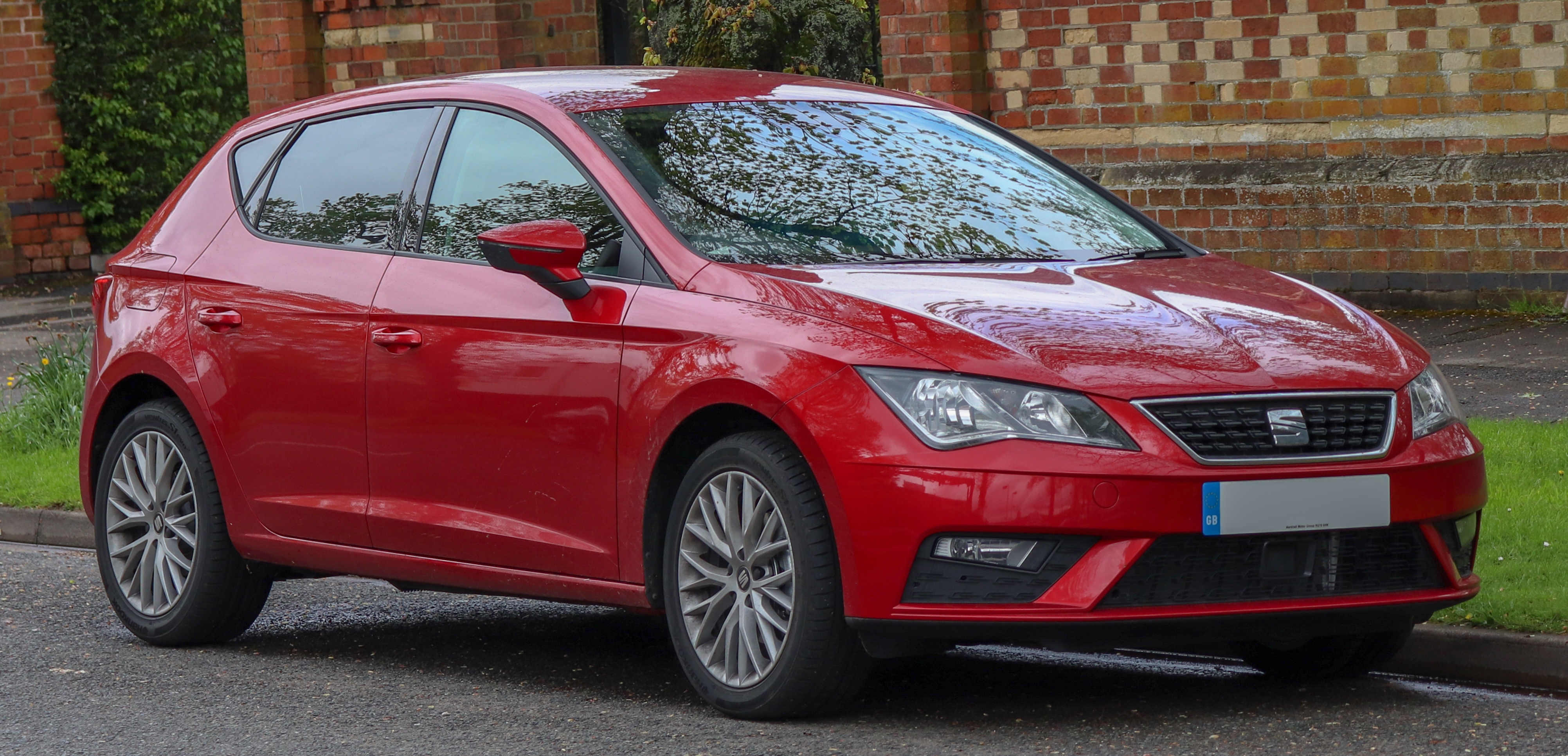
SEAT León III 5D po liftingu

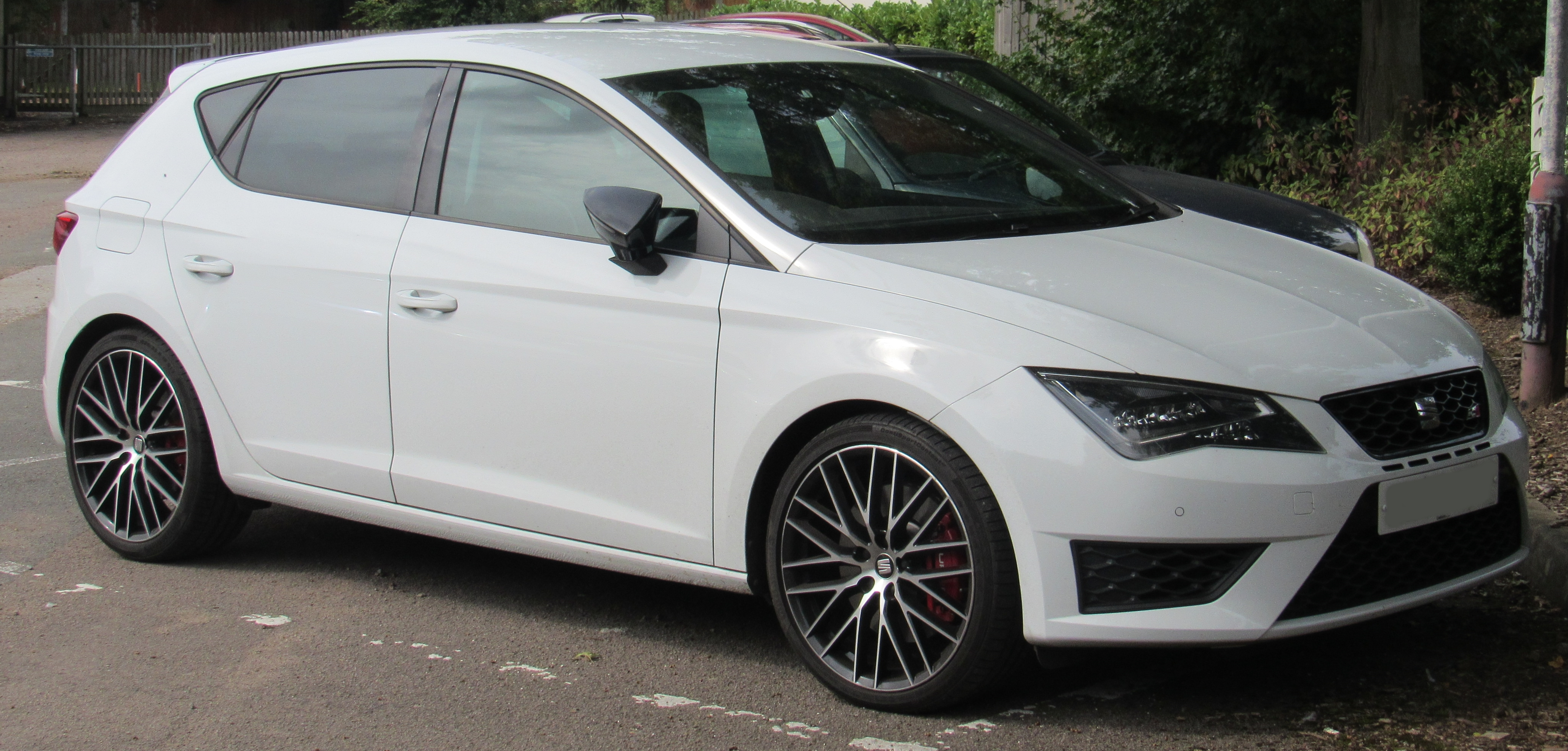
SEAT León III Cupra

SEAT León III został po raz pierwszy oficjalnie zaprezentowany podczas targów motoryzacyjnych w Paryżu w 2012 roku.
Samochód został zbudowany na bazie modułowej płyty podłogowej MQB na której zbudowane zostały m.in. Audi A3, Škoda Octavia, Škoda Rapid oraz Volkswagen Golf VII. W przeciwieństwie do dwóch poprzednich generacji modelu, auto produkowane jest oprócz 5-drzwiowej wersji hatchback także jako 3-drzwiowy hatchback oraz zaprezentowane podczas targów motoryzacyjnych we Frankfurcie w 2013 roku kombi.
Charakterystycznym elementem pojazdu są ostre krawędzie nadwozia z wyraźnymi przetłoczeniami, a także w pełni LEDowe przednie reflektory. 
W styczniu 2014 roku zaprezentowano sportową odmianę pojazdu – Cupra. Początkowo dostępna była jedynie w wersji 3 i 5-drzwiowej. Auto napędzane jest dwulitrowym silnikiem benzynowym o mocy 265 lub 280 KM. Samochód wyróżnia się 19-calowymi alufelgami oraz podwójnymi końcówkami układu wydechowego i tylnym dyfuzorem. Pojazd wyposażony standardowo został w układ XDS, czyli elektroniczny mechanizm różnicowy o ograniczonym poślizgu.
Pod koniec 2014 roku zaprezentowano uterenowioną odmianę wersji kombi pojazdu nazwaną X-Perience. Auto otrzymało zwiększony prześwit oraz napęd na cztery koła realizowany przez sprzęgło Haldex 5. generacji, a także plastikowe nakładki na nadwozie.
Podczas targów motoryzacyjnych we Frankfurcie w 2015 roku zaprezentowano wersję Cross Sport, która jest wariacją Leona Cupra z podwyższonym prześwitem oraz wyposażoną w plastikowe nakładki na nadwozie oraz napęd na cztery koła. Auto powstało na bazie wersji SC (3-drzwiowej) z 290-konnym silnikiem benzynowym. Wnętrze pojazdu stylistycznie nawiązuje dodatkami do koloru lakieru nadwozia. We wrześniu 2015 roku zaprezentowano mocniejszą wersję modelu Cupra. Dwulitrowy, turbodoładowany silnik benzynowy otrzymał moc 300 KM.
W 2016 roku przeprowadzono modernizację.

### Silniki[6]
Benzynowe:
- 1.0 EcoTSI 115 KM/200 Nm
- 1.2 TSI 86 KM/160 Nm
- 1.2 TSI 110 KM/175 Nm
- 1.4 TSI 125 KM/200 Nm
- 1.4 TSI 140 KM/250 Nm
- 1.4 EcoTSI 150 KM/250 Nm
- 1.5 TSI 130 KM/200 Nm
- 1.5 TSI 150KM/250 Nm
- 1.8 TSI 180 KM/250 Nm
- 2.0 TSI 190 KM/320 Nm
- 2.0 TSI 265 KM
- 2.0 TSI 280 KM
- 2.0 TSI 290 KM/350 Nm
- 2.0 TSI 300 KM/380 Nm
- 2.0 TSI 310 KM

Wysokoprężne:
- 1.6 TDI CR 90 KM/230 Nm
- 1.6 TDI CR 110 KM/250 Nm
- 2.0 TDI CR 150 KM/340 Nm
- 2.0 TDI CR 184 KM/380 Nm

### Wersje wyposażeniowe
- Entry
- Reference
- Style
- Full Led
- FR
- FR Black
- Cupra 280
- Cupra 290
- X-PERIENCE
- Xcellence

Samochód wyposażony może być m.in. 7 poduszek powietrznych, system ABS z EBD, ASR, ESC oraz TPMS, w system nawigacji satelitarnej, aktywny tempomat, system kontroli odstępu z funkcją awaryjnego hamowania, czujniki parkowania oraz system automatycznego hamowania po kolizji, a także wielofunkcyjną kierownicę, światła do jazdy dziennej, światła przeciwmgłowe z funkcją doświetlania zakrętów, klimatyzację, podgrzewanie oraz elektryczne sterowanie lusterek, ekran dotykowy, zamek centralny, komputer pokładowy, reflektory przednie w technologii LED oraz światła do jazdy dziennej, dwustrefową klimatyzację automatyczną, elektryczne sterowanie szyb, Bluetooth, 6 lub 8-głośnikowy system audio z CD, MP3, WMA, USB, SD oraz AUX, alufelgi.

## Czwarta generacja

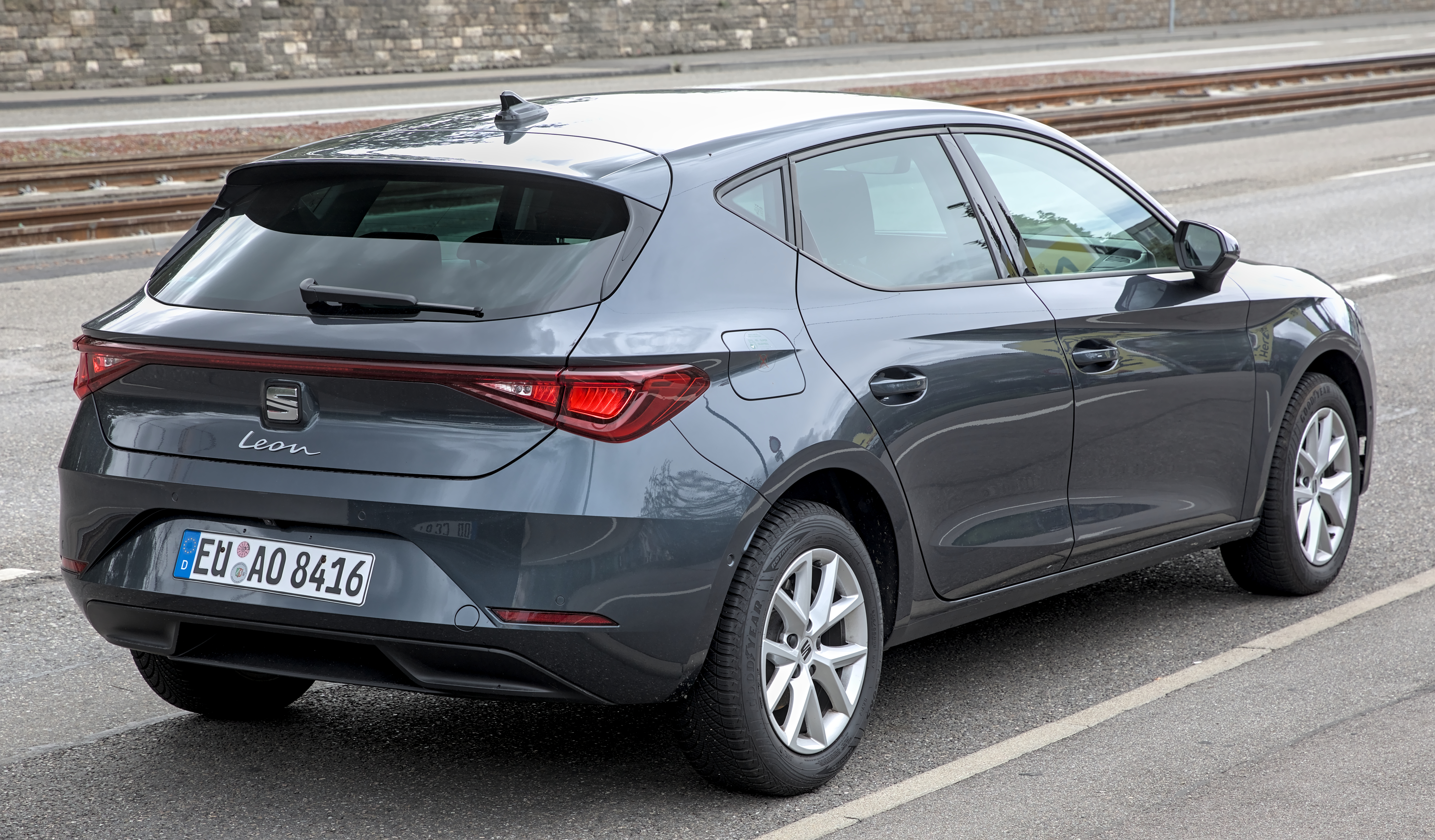
SEAT León IV - tył

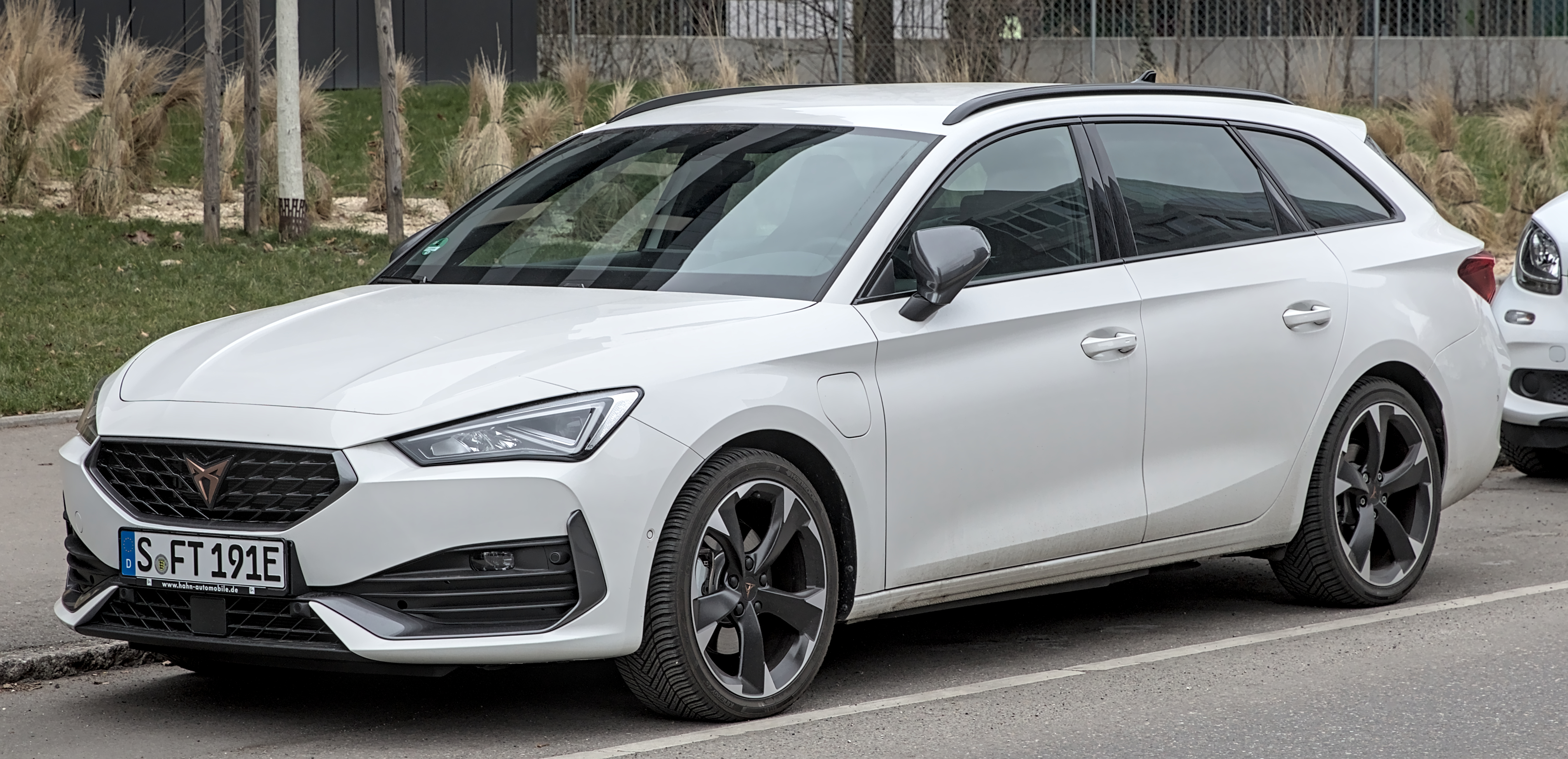
Cupra Leon ST

SEAT León IV został zaprezentowany oficjalnie po raz pierwszy 28 stycznia 2020 roku.
Samochód ten został oparty na płycie podłogowej MQB. Dzieli on ją, podobnie jak w przypadku poprzednich generacji, z takimi autami jak Volkswagen Golf, Skoda Octavia, czy Audi A3. Jednak z samego wyglądu ten hiszpański kompakt w niczym ich nie przypomina. Jego sylwetka wydaje się być dynamiczniejsza, linia szyb jest poprowadzona wyżej, a tylne światła połączone są LED-ową listwą. W niektórych aspektach przypomina on też swojego poprzednika. Sama koncepcja projektu jest podobna, jednak została ona dostosowana do obecnie pasujących trendów. Nie można również zapomnieć o tym, że większość charakterystycznych elementów nadwozia tego pojazdu takich jak trapezowy grill, czy też strzeliste światła jest już znana z wcześniej zaprezentowanego przez hiszpańską markę modelu Tarraco.
Wersje nadwoziowe ograniczają się tylko do 5-drzwiowego hatchbacka oraz kombi. Z oferty wyparty został 3-drzwiowy hatchback, który był dostępny w przypadku poprzedniej generacji do 2018 roku.

### Wersje wyposażenia
- Reference
- Style
- Full LED
- Xcellence
- FR

### Silniki
Benzynowe:
- 1.0 TSI 90 KM
- 1.0 TSI 110 KM
- 1.5 TSI 130 KM
- 1.5 TSI 150 KM
- 2.0 TSI 190 KM

Hybrydowe:
- 1.0 eTSI110 KM (mHEV)
- 1.5 eTSI150 KM (mHEV)
- 1.4 e-HYBRID 204 KM DSG (PHEV)

Diesel:
- 2.0 TDI CR 115 KM
- 2.0 TDI CR 150 KM DSG

### Cupra Leon
W październiku 2020 roku hiszpański producent wprowadził na rynek europejski Leona pod usportowioną marką Cupra, dostępnego w 4 wariantach – hybrydowym 1.4 TSI Plug-In oraz 2.0 TSI o mocy 245, 300 lub 310 KM.

## SEAT León w sportach samochodowych
Pierwsza generacja SEAT-a Leóna Cupra R była bazą samochodów ścigających się w Supercopa SEAT León. Wyścigi tej serii odbywały się w Hiszpanii, Wielkiej Brytanii, Niemczech oraz Turcji od 2003 roku. Pucharowy samochód został stworzony przez SEAT Sport, a jego moc podniesiono do 250 KM. Finał "International Masters" ("Międzynarodowych Mistrzów"), w którym wzięli udział czterej najlepsi kierowcy z każdego z krajów, w których rozgrywano puchar, odbył się w październiku 2005 roku i został rozegrany jako wstęp do Hiszpańskich Mistrzostw GT w Montmeló. Wersja z silnikiem TDI wzięła także udział w ECTS, włoskiej lidze wyścigów wytrzymałościowych dla samochodów turystycznych.
W roku 2005 SEAT zaprezentował Leóna drugiej generacji w World Touring Car Championship (WTCC) jako Toledo Cupra, zastępując tym samym Toledo. W samochodzie dokonano kilku modyfikacji, m.in. zamontowano wyścigowy silnik osiągający ponad 260 KM, sekwencyjną skrzynię biegów Hewland (całkowicie różną od DSG) oraz pakiet aerodynamiczny dla zwiększenia docisku (León to hatchback, co działa na jego niekorzyść w stosunku do sedanów). Minimalna masa samochodu to 1140 kg, razem z kierowcą. SEAT Sport, wraz z Oreca, wystawia sześć samochodów do startów w WTCC. Dwa auta startują w teamie SEAT Sport UK w British Touring Car Championship (BTCC), a kolejne dwa ścigają się w Italia Superturismo Championship w barwach SEAT Sport Italia.
W roku 2006 León Supercopa został zastąpiony przez nową generację. Samochód jest potencjalnie szybszy niż wersja ścigająca się w WTCC – pod maską znajduje się turbodoładowany silnik 2.0 o mocy 300 KM, wyposażony w skrzynię DSG, lepsze ospojlerowanie (te same tylne i przednie spojlery co w WTCC plus tunel Venturiego pod samochodem zamiast płaskiego podwozia) oraz 18" felgi zamiast wymaganych przepisami WTCC 17-calowych obręczy.
W roku 2007 w ramach Mistrzostw SEAT-a Cupry w Wielkiej Brytanii (zawarte w TOCA) odbył się wyścig zarówno Nowych Leónów Cupra (300 KM) jak i Leónów Cupra Mk1 (250 KM).

## Gry komputerowe
SEAT León pojawił się w wielu grach samochodowych, m.in.:
- Project Gotham Racing 2 (Microsoft)
- Forza Motorsport (Microsoft)
- Gran Turismo (ostatnie wersje)
- TOCA Race Driver 2 (ścigamy się w zawodach z innymi SEAT-ami León Cupra R malowanymi w podobne barwy)
- Evolution GT (León II generacji, dość wcześnie siadamy za kierownicą hiszpańskiego auta)
- RACE – The Official WTCC Game (SimBin, wydanie w listopadzie 2006)
- Forza Motorsport 2 (Xbox 360, wydanie w maju 2007)
- Need for Speed: ProStreet (jako darmowy dodatek)
- Juiced 2: Hot Import Nights
- Need for Speed: Shift
- Need for Speed: Shift 2 Unleashed
- Forza Motorsport 3 (Microsoft)